# Erica Lee Carter

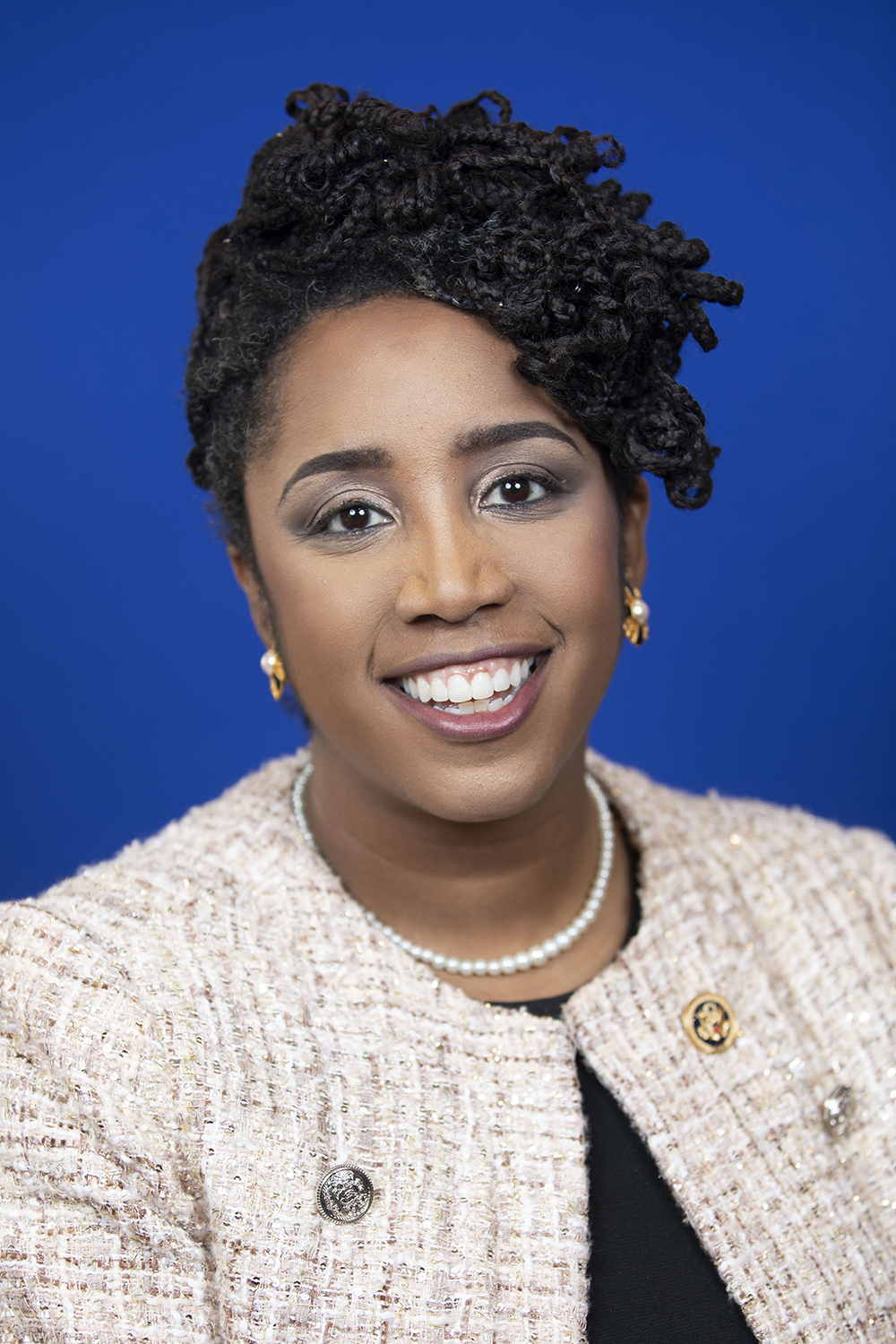
Erica Lee Carter (2024)

Erica Shelwyn Lee Carter (geboren als Erica Lee; * 2. Februar 1980) ist eine US-amerikanische Politikerin der Demokraten, die von 2024 bis 2025 im US-Repräsentantenhaus für den 18. Distrikt des Bundesstaates Texas saß. Sie ist die Tochter der 2024 verstorbenen Politikerin Sheila Jackson Lee. Nach dem Tod ihrer Mutter im Jahr 2024 unterstützte sie zunächst Sylvester Turner als Nachfolger von Jackson Lee. Später kündigte sie jedoch ihre eigene Kandidatur an, um die Amtszeit ihrer Mutter zu beenden. Turner zog sich zurück und unterstützte sie. Sie wurde im November 2024 auf den Sitz ihrer Mutter gewählt. Ihre Amtszeit endete am 3. Januar 2025.

## Leben
Erica Lee Carter wurde am 2. Februar 1980 als Tochter von Sheila Jackson Lee und Dr. Elwyn Lee, Vizepräsident für Nachbarschaft und strategische Initiativen an der Universität Houston, geboren. Sie hat einen Bruder, Jason Cornelius Bennett Lee. Sie studierte an der University of North Carolina at Chapel Hill und hat einen Master in öffentlicher Verwaltung.
Erica Lee ist seit 2012 mit Roy Carter verheiratet und hat Zwillinge.